# Język jagański
Język jagański, także: yámana, tequenica, yagán, yaghan, yahgan – wymarły język Jaganów, tradycyjnie używany na południu Ziemi Ognistej w Chile. Nie wykazuje podobieństw do żadnego innego języka świata, więc jest klasyfikowany jako język izolowany. W atlasie zagrożonych języków świata UNESCO język został sklasyfikowany jako krytycznie zagrożony. Niektórzy badacze uważali, że język ma 5 dialektów.
W latach 70. XX wieku szacowano, że językiem posługiwało się od 2 do 12 osób. 16 lutego 2022 r. zmarła Cristina Calderón (ur. 24 maja 1928, mieszkająca we wsi Ukika koło najdalej na południe położonego miasta świata, Puerto Williams na wyspie Navarino), która była ostatnią czystej krwi Jaganką i ostatnią osobą mówiącą w tym języku.